# جورج ماكفي
جورج ماكفي هو مدير عام كندي، ولد في 2 يوليو 1958 في جيلف في كندا.

## وصلات خارجية
- جورج ماكفي على موقع دوري الهوكي الوطني (الإنجليزية)
- جورج ماكفي على موقع EliteProspects.com (الإنجليزية)
- جورج ماكفي على موقع HockeyDB.com (الإنجليزية)
- جورج ماكفي على موقع Hockey-Reference.com (الإنجليزية)